# Хуан Баутіста Перес
Хуан Баутіста Перес (ісп. Juan Bautista Pérez; 20 грудня 1869 — 7 травня 1952) — венесуельський юрист і політик, президент Венесуели з 1929 до 1931 року.
Пізніше, до 1933 року, займав пост посла Венесуели в Іспанії.